# 1941
Cette page concerne l'année 1941 (MCMXLI en chiffres romains) du calendrier grégorien.   Pour les autres significations, voir 1941 (homonymie).
L'année 1941 est une année de guerre qui annonce le basculement de la 2nd guerre mondiale avec l'entrée en guerre des États-Unis d'Amerique et le changement de côté de l'URSS.

## En bref
- 22 juin : opération Barbarossa.
- 14 août : Charte de l’Atlantique.
- 7 décembre : attaque de Pearl Harbor. Début de la guerre du Pacifique. Singapour, la Malaisie, les Philippines, le Sarawak et le Nord-Bornéo sont envahis par les Japonais, qui avancent jusqu’en Birmanie à l’ouest, en Nouvelle-Guinée au sud (1941-1942).

## Événements

### Afrique

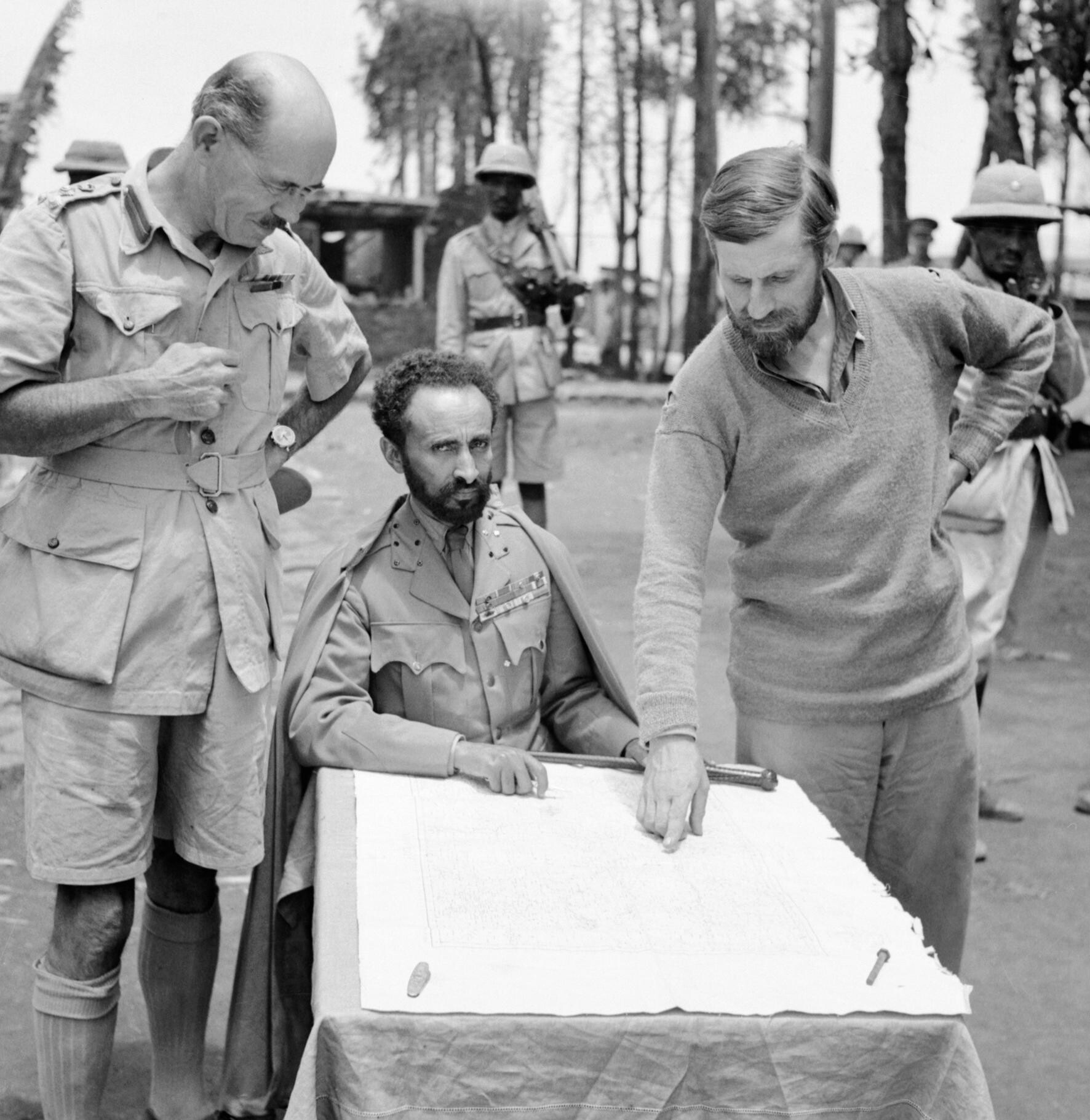
Haïlé Sélassié, le brigadier Daniel Sandford (gauche) et le colonel Wingate (droite) de la force Gidéon après la prise du fort de Dambacha, le 15 avril. Les Italiens sont expulsés de Somalie, d’Érythrée et d’Éthiopie. Les Italiens s’appuient sur les Éthiopiens hostiles au retour du négus, tel le ras Hailu et l’intellectuel Afä-Warq, ainsi que sur des rebelles et bandits qui profitent des combats pour se livrer à des razzias et semer un désordre qui ralentit l’avance des Alliés. Ceux-ci cernent l’Éthiopie de toutes parts, les Britanniques par les Somalies en coupant l’accès à la mer, les Belges par le sud de l'Éthiopie, les Sud-Africains par le Kenya et les troupes du négus depuis le Soudan.

- 20 janvier : Haïlé Sélassié entre en Éthiopie à partir du Soudan avec le concours des Alliés commandés par Orde Wingate[1].
- 21 janvier : prise de Tobrouk par les troupes britanniques et australiennes[2].
- 30 janvier : première attaque de l’aviation allemande sur le canal de Suez ; jusqu’en juillet 1942, 64 raids parachutent des bombes et des mines et parviennent à rendre inutilisable le canal pendant 21 jours en février, 15 jours en mars, 17 jours en mai, 4 jours en juillet[3]...

- 7 février : prise de Benghazi. La Cyrénaïque passe sous contrôle britannique[4].
- 11 février : les Britanniques entrent en Éthiopie à partir du Kenya[2].
- 12 février : l’Afrikakorps de Rommel avance vers Tripoli[4].
- 25 février : Mogadiscio, en Somalie italienne, est prise par des forces britanniques[5].
- 2 mars : les forces françaises libres du colonel Leclerc s’emparent de l’oasis de Koufra. Elles prêtent serment de poursuivre la lutte jusqu’à la libération totale du territoire français, Alsace-Lorraine comprise[6].
- 7 mars : les troupes britanniques entrent massivement en Éthiopie[1].
- 16 mars : prise de Berbera. Les Britanniques reprennent le contrôle de la Somalie britannique dans le mois qui suit[7].
- 24 mars : le Deutsches Afrikakorps s’empare d’El Agheila[8].
- 27 mars : prise de Keren, en Érythrée par les Alliés après une bataille de 53 jours lors de la campagne d’Afrique de l’Est[9]. La route d’Asmara est ouverte.
- 31 mars : contre offensive allemande menée par Rommel sur les positions britanniques à Mersa-Brega, en Libye[8]. Les Britanniques dégarnissent leur front au printemps pour porter secours au Grecs et aux Yougoslaves.

- 2 avril : prise d’Asmara. Les Alliés achèvent la conquête de l’Érythrée[2].
- 4 avril : les troupes de Rommel reprennent Benghazi[8].

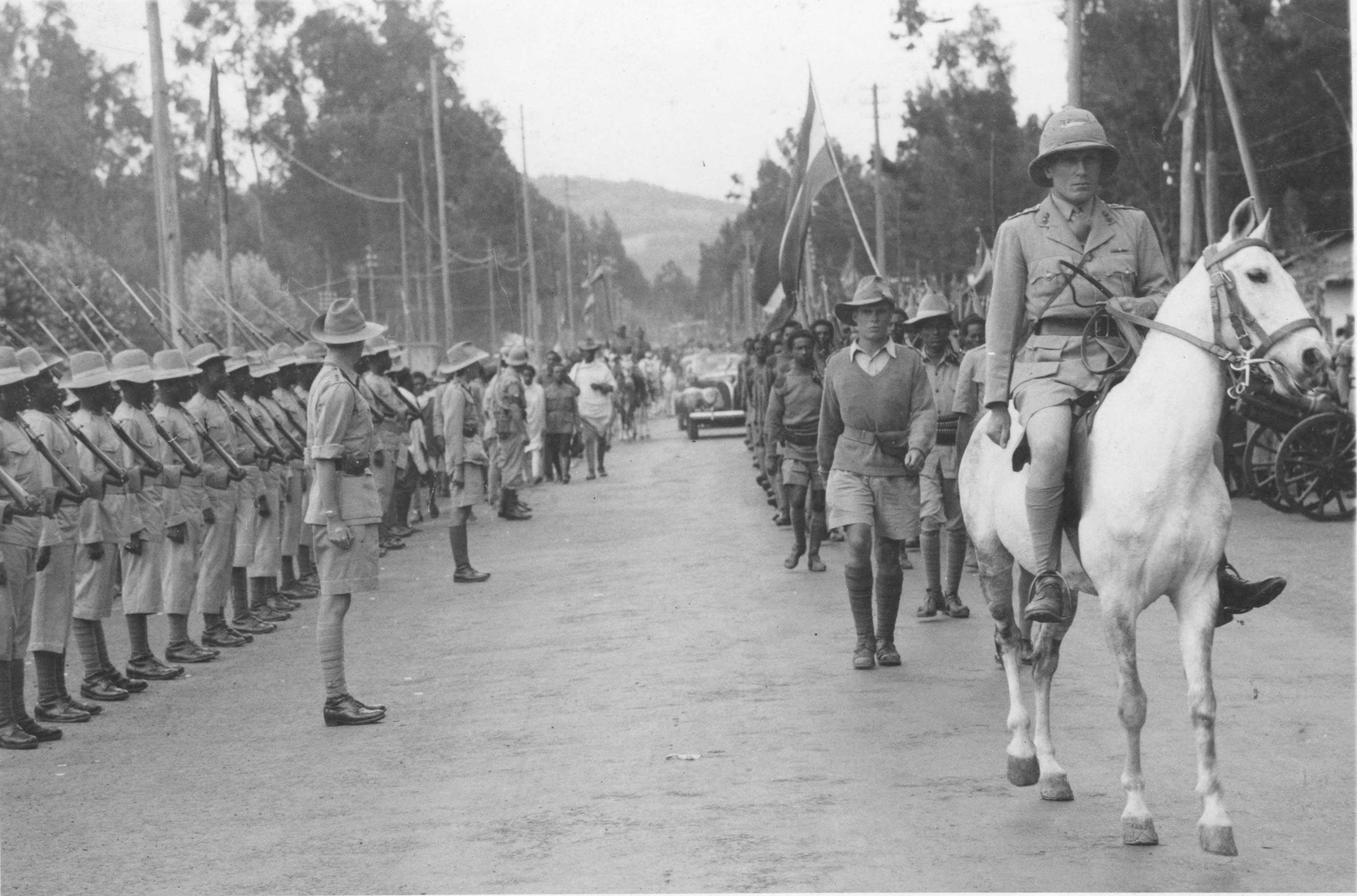
Orde Wingate entre à Addis-Abeba.

- 5 avril : prise d’Addis-Abeba par les Alliés[2].
- 13 avril : début du siège de Tobrouk par l’Afrika Korps[4].
- 16 avril : victoire navale britannique sur l’Italie à la bataille des îles Kerkennah en Tunisie[10].
- 27 avril : l’Afrikakorps atteint la passe d’Halfaya à la frontière égyptienne où son offensive est contenue par les Britanniques repliés sur la ligne Sofafi-Buq Buq[11].

- 5 mai : les Britanniques rendent à Hailé Sélassié sa capitale, Addis-Abeba, qu’il investit à la tête de la Gideon Force, composée de réfugiés Éthiopiens au Soudan[12].
- 15-16 mai, guerre du désert : Archibald Wavell lance l’opération Brevity pour tenter de reprendre les positions frontalières à Halfaya, Sollum et Capuzzo[11].
- 16 mai, Égypte : arrestation du chef d’état-major Aziz Ali al-Misri qui tentait de fuir dans un avion militaire pour rejoindre l’Irak[13]. Au printemps, alors que le Royaume-Uni est dans une situation politique et militaire critique, une partie de la classe politique égyptienne prend contact avec Rome (Ali Maher) et l’Allemagne. Le chef d’état-major limogé tente vainement de prendre contact avec les troupes allemandes. Il est arrêté, mais a eu le temps de constituer un réseau clandestin d’officiers, dont le jeune Sadate, et des membres des Frères musulmans qui entrent en contact avec des espions allemands. Le réseau sera démantelé en 1942. Farouk Ier entretient également des discussions avec l’Allemagne via Ankara et Téhéran.
- 19 mai : les troupes italiennes en Afrique orientale, sous le commandement du duc d’Aoste, capitulent à Amba Alagi en Éthiopie face aux Britanniques[14]. L’empire italien d’Afrique orientale est définitivement perdu.

- 15 - 17 juin : échec de l’opération Battleaxe en Cyrénaïque[8].

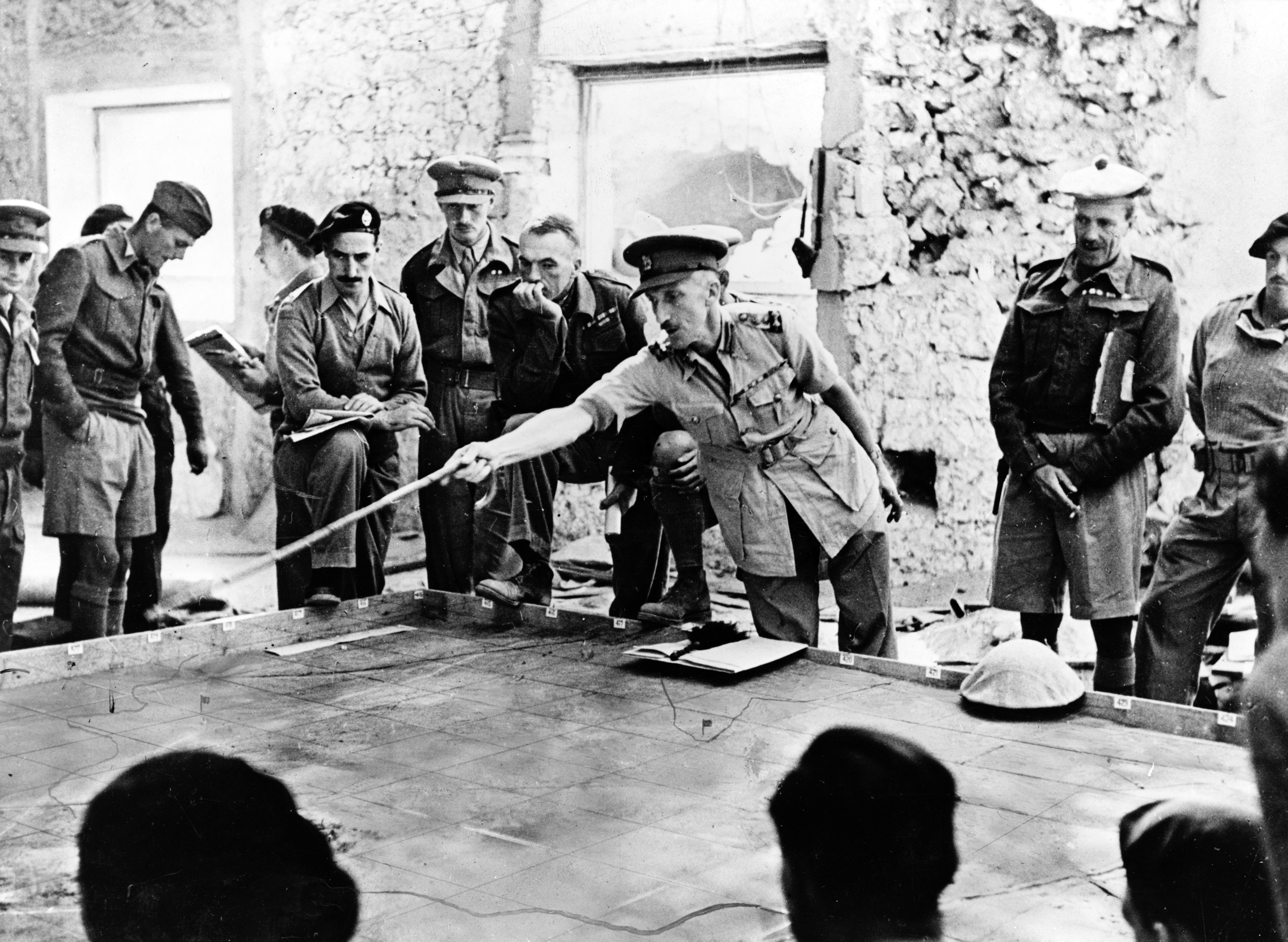
Les officiers britanniques planifient les mouvements des chars de combat lors du siège de Tobrouk.

- 1er juillet : création du Special Air Service (SAS) par David Stirling

- 2-5 septembre : création à New York de l’ASA (Association des étudiants africains) sous l’impulsion de Kingsley Ozuomba Mbadiwe (en) par des étudiants venus de Gold Coast, d’Ouganda et du Nigeria. L’ASA dénonce le colonialisme et réclame l’application de la Charte de l’Atlantique au sein de l’empire britannique[15].

- 18 novembre : opération Crusader. Une importante offensive britannique en Cyrénaïque est lancée par le général Cunningham à la frontière lybio-égyptienne[16].

- 27 novembre : capitulation des troupes italiennes du général Guglielmo Nasi à Gondar[17].

- 9 décembre : répression de la grève à l’UMHK, à Élisabethville (aujourd'hui Lubumbashi), au Congo belge. Le meneur Léonard Mpoyi est tué[18].
- 10 décembre : les Britanniques brisent le siège de Tobrouk et obligent l’Afrikakorps à se retirer vers El Agheila, atteinte le 31 décembre. Rommel concentre sa défense à Marsa El Brega[16].
- 13 décembre : défaite navale italienne à la bataille du cap Bon[19].
- 14-15 décembre : après avoir participé à la défense de Tobrouk en Libye d'août à novembre, la brigade autonome des chasseurs des Carpates combat devant El-Gazala[20].
- 25 décembre : les Britanniques prennent Benghazi[16].

- Restructuration du Conseil des affaires africaines (CAA) à New York avec Paul Robeson et Kwame Nkrumah[21]. Le groupe entreprend diverses actions : rassemblement et meeting à partir de 1942, rencontre avec Roosevelt, publication du mensuel New Africa, pétitions présentés aux partis Républicains et Démocrates. La CAA condamne la colonisation tant économique que politique et demande aux États-Unis de remplir ses devoirs envers les peuples opprimés.

### Amérique
- 5 mai : début de la présidence du général Isaías Medina Angarita au Venezuela (fin en 1945)[22].

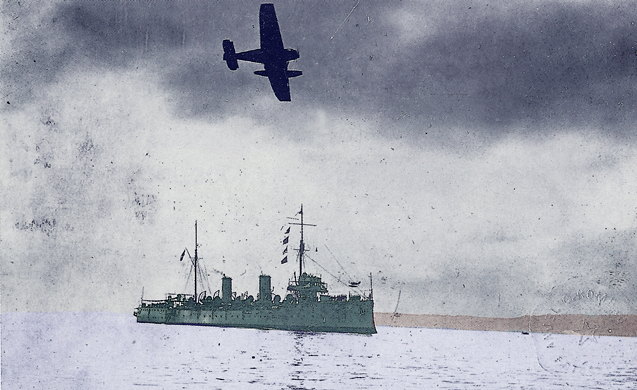
5-31 juillet : guerre péruano-équatorienne.

- 5 juillet : début d’un conflit armé entre l'Équateur et le Pérou[23]. Le Pérou lance une offensive majeure le 22 juillet. L'attaque aérienne du 25 juillet achève de briser la résistance équatorienne. Les parachutistes péruviens prennent Puerto Bolívar ; un cessez-le-feu prend effet le 31 juillet et le protocole de Rio règle le conflit frontalier le 29 janvier 1942[24].
- 25 juillet : combat de Jambeli entre l'Équateur et le Pérou[25].

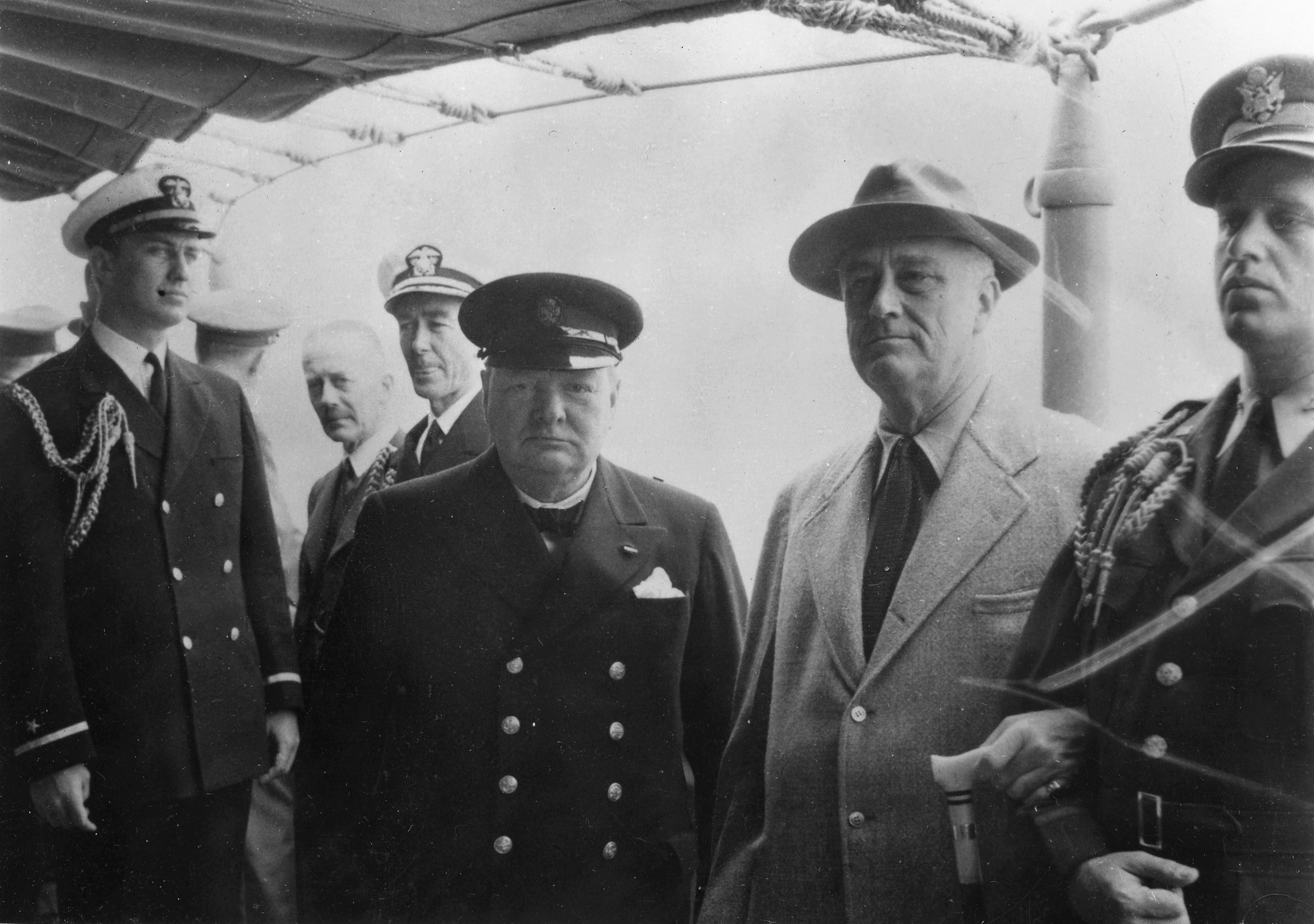
14 août : conférence de l'Atlantique.

- 14 août : fin de la conférence de l'Atlantique. Au terme d'une réunion de cinq jours entre Churchill et Roosevelt au large de Terre-Neuve est publiée une déclaration dite Charte de l'Atlantique. Les principes en seront repris dans la Charte des Nations unies (autodétermination et indépendance nationale)[26].

- 19 novembre : accord mexico-américain. Roosevelt obtient une indemnité satisfaisante pour les compagnies pétrolières américaines nationalisées au Mexique en 1938[27].

- 24 novembre : des unités américaines s’emparent de la Guyane néerlandaise[28] (avec l’accord du gouvernement néerlandais).

- 8 décembre :
  - l’entrée des États-Unis dans la Seconde Guerre mondiale à la suite de l'attaque de Pearl Harbor, abroge les lois des années 1930 sur la neutralité[29].
  - en vertu de l'acte de La Havane de 1940, le Mexique suspend ses relations diplomatiques avec le Japon[30]. Du 8 au 11 décembre, le Canada, Haïti, le Costa Rica, le Salvador, le Nicaragua, Panama, le Guatemala, Cuba et la République dominicaine entrent en guerre contre l’Allemagne et le Japon[31].
- 11 décembre : le Mexique suspend ses relations diplomatiques avec l'Italie et l'Allemagne[30].
- 22 décembre-14 janvier 1942: conférence d’Arcadie. Rencontre de Churchill et de Roosevelt à Washington où un état-major combiné sera installé et disposera de l'autorité militaire suprême. Ils s’accordent sur la priorité à donner à la guerre en Europe mais s'opposent sur la stratégie à adopter. Churchill est décidé à refuser toute offensive d'envergure avant d’avoir suffisamment affaibli l'ennemi par des attaques sur la périphérie, tandis que les Américains préconisent d’ouvrir directement un second front en France[32].

### Asie et Pacifique
- 10 janvier, guerre franco-thaïlandaise : les troupes thaïlandaises entrent au Cambodge. La contre-offensive terrestre française sur les villages thaïlandais de Yang Dang Khum et de Phum Préav échoue le 16 janvier mais parvient à enrayer l’avance thaïlandaise dans le secteur cambodgien[33].
- 17 janvier : la division française d’Extrême-Orient coule une bonne part de la flotte thaïlandaise au large de l’île de Koh Chang[34].
- 25 janvier - 7 février : bataille du sud de Henan[35].
- 31 janvier : armistice signé à Saigon à bord du croiseur japonais Natori. Le différend entre l’État français et la Thaïlande est résolu avec la médiation du Japon[33].

- 15 mars - 9 avril : victoire chinoise sur le Japon à la Bataille de Shanggao[35].

- 13 avril : pacte de neutralité nippo-soviétique[36].
- 24 avril : l’amiral Decoux, gouverneur général de l’Indochine française, impose sur le trône du Cambodge Norodom Sihanouk (fin en 1955)[37], tandis que l’empire du Japon encourage la minorité nationaliste.

- 7 - 27 mai : victoire japonaise sur la Chine à la bataille du sud de Shanxi[35].

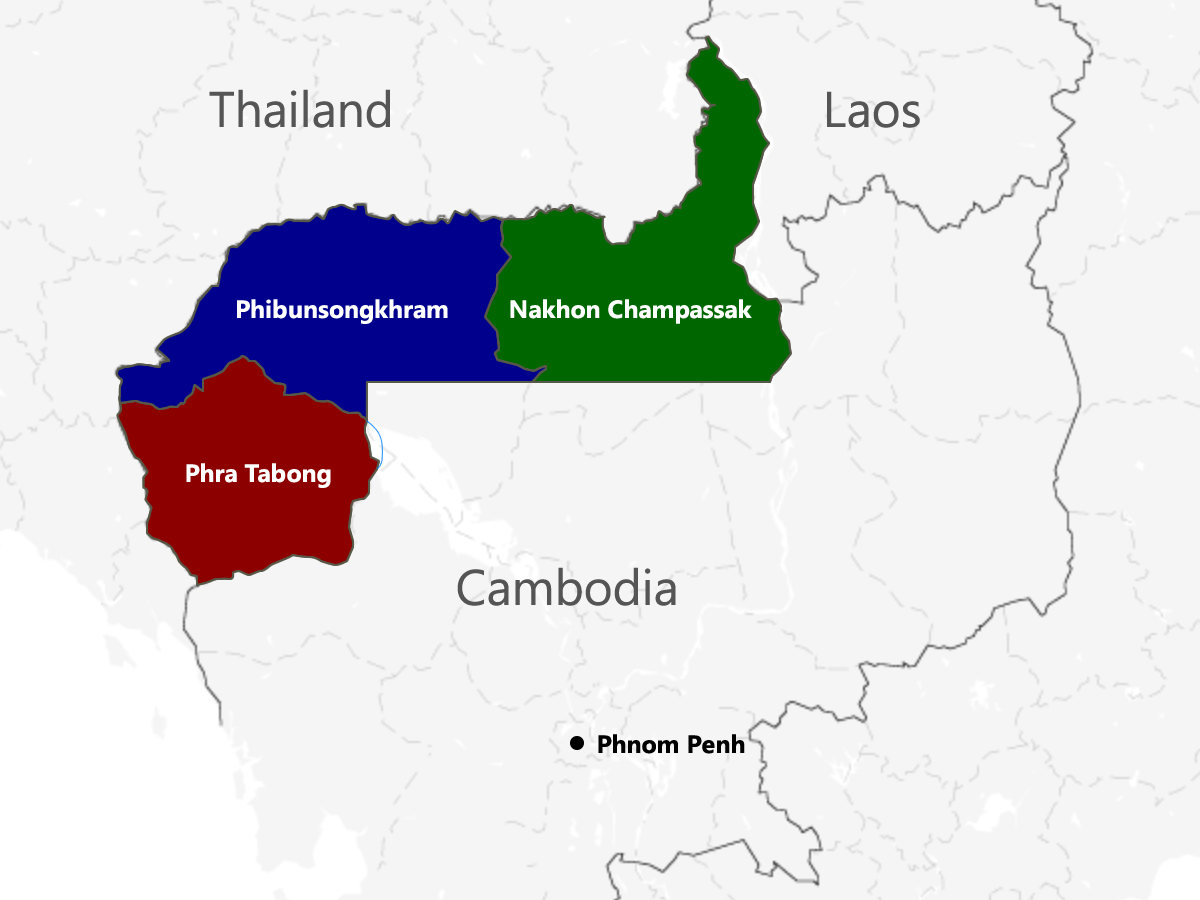
Provinces du Cambodge acquises par la Thaïlande à l’issue de la guerre franco-thaïlandaise.

- 9 mai : aux termes de l’accord franco-thaïlandais signé à Tôkyô, la Thaïlande obtient 54 000 km2 de territoire, y compris une partie du Cambodge occidental (provinces de Battambang et de Siem Reap, 1941-1946) et la totalité de la région du Laos située à l’ouest du Mékong[34]. La France rattache au royaume de Luang Prabang la région de Vientiane.
- 19 mai : en Indochine française, création du Việt Minh (Ligue révolutionnaire pour l’indépendance du Viêt Nam)[38] par le militant communiste Nguyen Ai Quoc, futur Hô Chi Minh.

- 24-27 juillet : stationnement des troupes japonaises dans le sud de l’Indochine[35].
- 26 juillet : embargo américain contre le Japon[35].
- Juillet : le ministère de l’Éducation japonais publie le Shinmin no michi (« La Voie des sujets »), un manifeste qui condamne la domination du monde occidental et réaffirme la mythologie nationale[39].

- 6 septembre - 8 octobre : victoire chinoise sur le Japon à la bataille de Changsha[40].
- 14 septembre[41] : congrès du peuple indonésien à Yogyakarta. Il organise une direction permanente comprenant des membres du GAPI (id), du MIAI (id) (Fédération d’Organisations musulmanes non politique) et du PVNN (Fédération de Syndicats de Fonctionnaires)[42].

- 18 octobre : le général Hideki Tōjō, partisan de l’expansion et de l’affrontement avec les États-Unis, devient Premier ministre du Japon après avoir contraint à la démission le prince Fumimaro Konoe, attaché à un gouvernement civil[43] (fin en 1945).

- 26 novembre : note Hull. Cordell Hull, secrétaire d’État à la Guerre américain, remet à deux envoyés spéciaux japonais, Saburō Kurusu et l’amiral Nomura, une note exposant l’état des relations américaines et formulant les revendications des États-Unis pour le maintien de la paix en Extrême-Orient : retrait total et inconditionnel des forces japonaises stationnées en Chine et en Indochine, dénonciation du pacte tripartite conclu avec l’Allemagne et l’Italie, etc.[44].

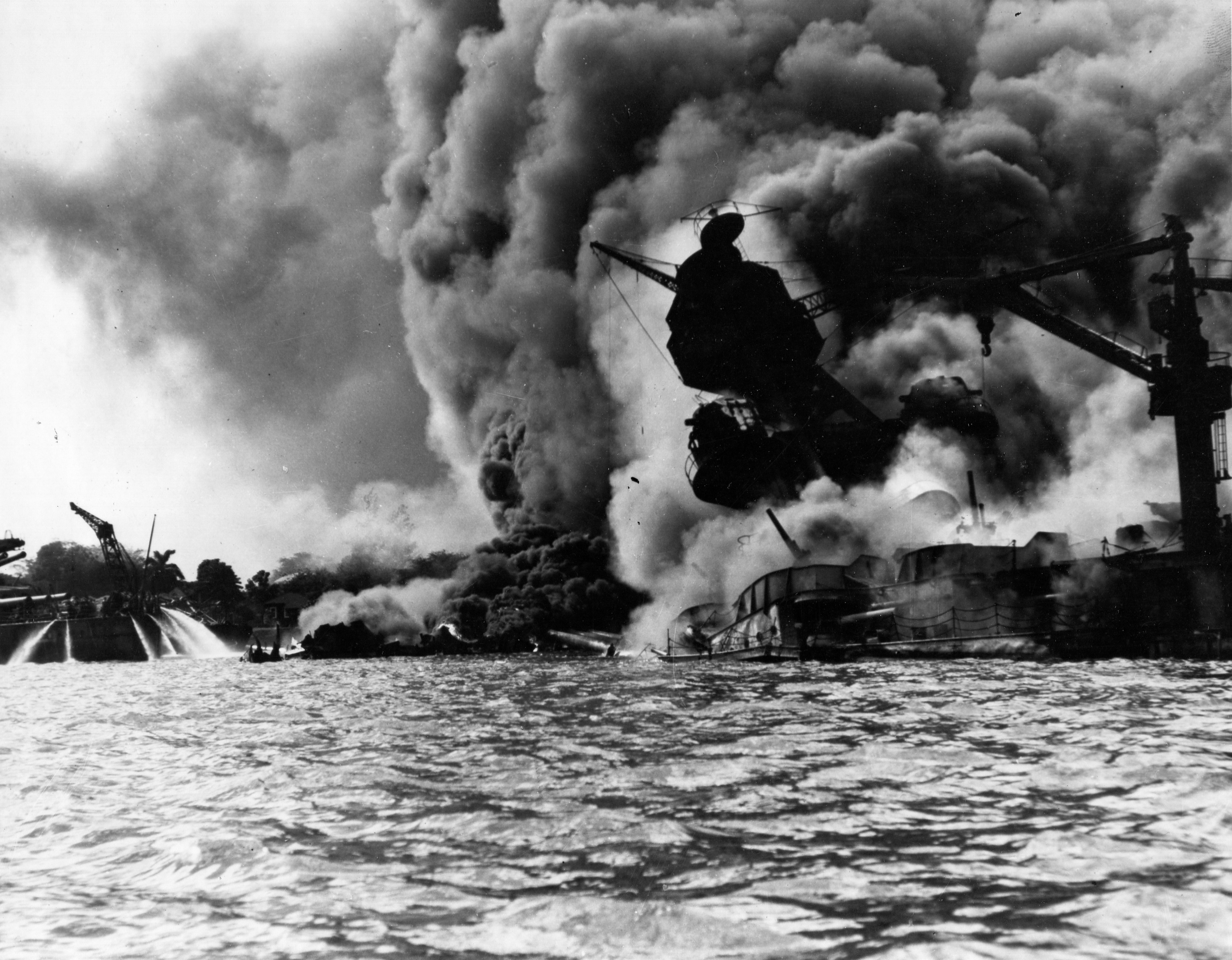
7 décembre : attaque de Pearl Harbor.

- 7 décembre : attaques japonaises de la base américaine de Pearl Harbor, sur Hong Kong et sur les Philippines. Début de la guerre du Pacifique[45].
- 8 décembre :
  - Les États-Unis et le Royaume-Uni déclarent la guerre au Japon[46]. L’URSS se déclare neutre.
  - Les Indes orientales néerlandaises déclarent la guerre au Japon. La veille, les troupes japonaises ont débarqué dans la partie britannique de Bornéo et dans le nord de la presqu’île de Malacca qui est entièrement occupée à la fin du mois de janvier 1942[42].
  - Quelques heures après l’attaque japonaise sur Pearl Harbor, le gouvernement thaïlandais permet aux troupes japonaises de traverser le pays pour atteindre la frontière malaise[47]. Le 21 décembre, les deux pays signent à Bangkok un traité d’assistance mutuelle[48].
  - Débarquement japonais sur la côte de la Malaisie britannique. Bombardement de Singapour[49].
  - les troupes japonaise entrent dans Hanoï[38].
- 10 décembre :
  - Les Japonais débarquent à Luçon[50].
  - prise de Guam par les Japonais[51].
  - attaque du Prince of Wales et du Repulse par les Japonais[45].

- 23 décembre : prise de l’atoll de Wake par les Japonais[52].
- 24 décembre : prise Hong Kong par les Japonais[45].
- 26 décembre :
  - le nationaliste birman Aung San tente de conquérir l’indépendance de la Birmanie : le mouvement Thakin (« maître ») forme une Armée d’indépendance de la Birmanie (BIA) avec l’aide des Japonais, mais ce soutien se solde par une occupation du pays (16 janvier 1942-1945)[53].
  - Manille est déclarée « ville ouverte » ; elle est bombardée le lendemain par les japonais[50].

### Proche-Orient
- 31 janvier-1er février[54], Irak : les Britanniques obtiennent le renvoi de Rashid Ali al-Kaylani par le régent, remplacé par Taha al-Hashimi (en). Ce dernier tente de réduire l’influence des nationalistes arabes dans l’armée mais est renversé[55].
- 11 mars : loi prêt-bail[56]. Roosevelt accepte qu’une partie de l’aide américaine accordée au Royaume-Uni soit envoyée au Moyen-Orient[57].
- 1er avril : coup d’État panarabique en Irak[55]. Le régent et Nuri as-Said s’enfuient et Rashid Ali, soutenu par l’Allemagne et les officiers, est rappelé au pouvoir le 12 avril (fin le 29 mai)[54]. Les Britanniques et les Américains refusent de reconnaître le nouveau pouvoir. Londres débarque des troupes à Bassorah le 18 avril[58].

30 mai : une automitrailleuse Fordson stationne devant Bagdad pendant les négociations pour un armistice.

- 30 avril : l’armée irakienne met le siège devant la base aérienne de Habbanniya, près de Bagdad. L’aviation britannique bombarde les lignes irakiennes tandis qu’une force de secours est mise sur pied en Palestine. Elle traverse l’Irak et parvient à dégager Habbaniyya le 18 mai[58].

- 9 mai : le mufti de Jérusalem Amin al-Husseini lance une fatwa appelant au djihad contre les Britanniques sur les ondes de la radio irakienne[59]. En dépit de ces appels répétés, les Arabes de Palestine refusent de se révolter contre la présence britannique et à partir de 1942 les nationalistes restés sur place se tournent vers les États-Unis.

- 28 mai : François Darlan signe les protocoles de Paris, qui autorisent l’Allemagne à envoyer des avions et des conseillers militaires à Alep[60].
- 29 mai : discours d’Anthony Eden à Mansion House (Londres). Kim Philby, aventurier britannique ayant servi l’émir Abdallah dans les années 1920 suggère que la Grande-Bretagne favorise une confédération du Moyen-Orient dirigée par Abdelaziz Ibn Sa’ud et intégrée au Commonwealth. Contre 20 millions de livres sterling, Ibn Sa’ud accepterait le transfert des Arabes palestiniens sur les terres de son royaume. L’État juif créé serait intégré à la fédération arabe. Le chef de la diplomatie britannique, Anthony Eden, hostile à ce plan, prononce le 29 mai un discours dans lequel il se déclare favorable à l’unité arabe. Churchill est contraint d’abandonner son soutien au plan Philby[61].
- 30 mai : en Irak, les forces britanniques occupent Bagdad[58]. Rachid Ali s’enfuit en Iran et l’armée irakienne signe un armistice le 31 mai[62]. Des émeutes éclatent et s’en prennent essentiellement à la communauté juive de la ville<[63]. Les Allemands ont tenté d’utiliser les aérodromes français du Levant pour porter secours aux insurgés irakiens, mais trop tard. L’Irak demeure sous le régime d’occupation militaire jusqu’en 1945.

- 2 juin : Jamil al-Midfai forme un nouveau gouvernement en Irak et limite l’épuration politique (fin le 7 octobre)[54].

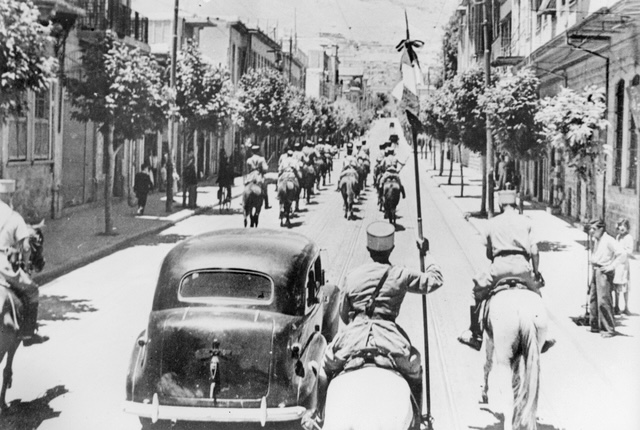
21 juin : une voiture transportant les commandants de la France libre, le général Catroux et le général Legentilhomme, entre dans Damas, escortée par des cavaliers tcherkesses.

- 8 juin : opération Exporter. Les Britanniques, appuyés par les Forces françaises libres (Legentilhomme), entrent en Syrie et progressent rapidement malgré la résistance imprévue de l’Armée du Levant. Damas est prise le 21 juin[64]. Le gouvernement soutenu par Vichy est renversé.
- 18 juin : pacte d’amitié et de non-agression turco-allemand[65].

- 14 juillet : un armistice est signé à Saint-Jean-d’Acre entre les Britanniques et le gouvernement de Vichy. Il prévoit l’occupation de la Syrie par les Britanniques et les Forces françaises libres, le rapatriement des prisonniers français vers le Maroc et la livraison de la flotte aérienne française aux Britanniques. De Gaulle est écarté des négociations[66].
- 24 et 25 juillet : accords De Gaulle-Lyttelton, « accord interprétatif » de l’armistice qui reconnaît la prééminence française au Levant et accorde à la France libre certains pouvoirs militaires dans cette région[67].

- 25 août - 17 septembre : opération Countenance. Les troupes soviétiques et britanniques envahissent l’Iran qui avait refusé de se ranger derrière les Alliés. L’opération permet de mettre en place un « corridor persan » pour approvisionner l’Union soviétique en matériel militaire et en pétrole du Moyen-Orient[68].

- 17 septembre : les troupes alliées atteignent Téhéran. Le chah Reza Pahlavi abdique en faveur de son fils Mohammad Reza Pahlavi[68].
- 27 septembre : le général Georges Catroux proclame l’indépendance de la Syrie. Invoquant les nécessités de la guerre, il maintient une politique autoritariste en Syrie et au Liban[69]. Le 12 septembre, il appelle Taj al-Din al-Hasani pour former un gouvernement syrien[70].

- 9 octobre : Nuri as-Said succède à Jamil al-Midfai comme Premier ministre d’Irak et mène une sévère répression[54]. Les chefs militaires nationalistes prisonniers des Britanniques lui sont remis et sont condamnés à mort et exécutés.

- 26 novembre : le général Georges Catroux proclame l’indépendance du Liban et un gouvernement libanais est maintenu avec un président maronite Alfred Naccache, mais la Constitution est suspendue[71].

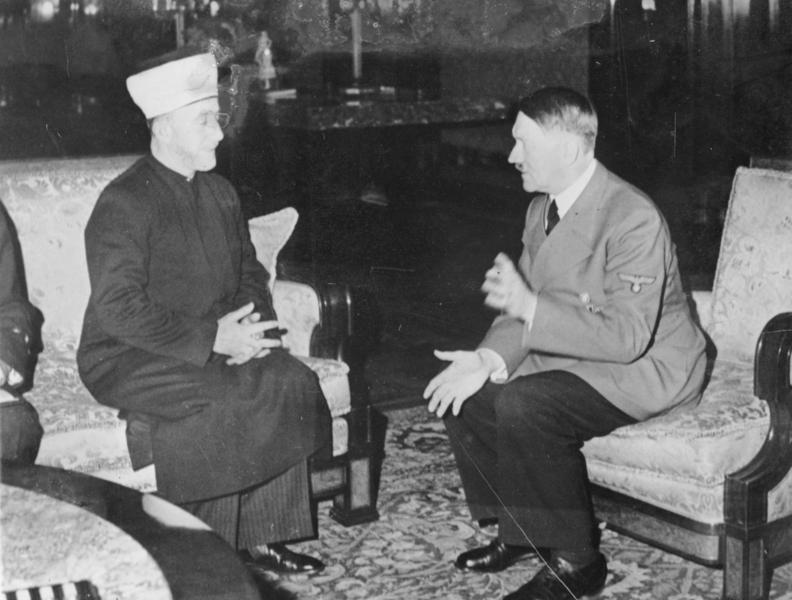
28 novembre : Amin al-Husseini et Hitler.

- 28 novembre : le mufti de Jérusalem Amin al-Husseini rencontre Hitler en Allemagne. Il propose à l’Allemagne une coopération militaire et politique (création d’une légion arabe). Hitler se dit opposé au Foyer national Juif en Palestine et évoque à mots couvert l’extension de la solution finale hors d’Europe. Il promet une aide matérielle aux Arabes mais exclut toute intervention militaire au Moyen-Orient, sa priorité étant le front de l’Est[72]. Il ne veut pas s’engager sur la Syrie et le Liban de crainte de renforcer les mouvements de résistance en France.

- 18-19 décembre : un raid sous-marin italien sabote la flotte britannique en rade d’Alexandrie[73].

### Europe
- 10 janvier : accord germano-soviétique relatif au commerce et aux frontières[74].

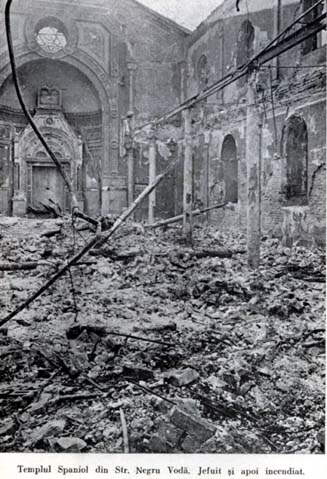
Synagogue mise à sac et incendiée à Bucarest

- 21 janvier, Roumanie : pour protester contre le ministre de l’intérieur roumain, jugé trop faible, les légionnaires occupent les casernes et les postes de police de Bucarest[75]. Ils torturent et massacrent plus de 350 personnalités, dont de nombreux Juifs. Le 22 janvier, le Conducător Ion Antonescu donne l’ordre à l’armée d’entrer en action avec l’aide de la Wehrmacht. Les légionnaires sont massacrés. Horia Sima et quelques survivants se réfugient en Allemagne. Le 23 janvier, l’insurrection est réprimée[76].

- 1er février : le général Joukov devient chef d’état-major de l’Armée rouge[77].
- 9 février : bombardement de Gênes par la force H britannique[78].

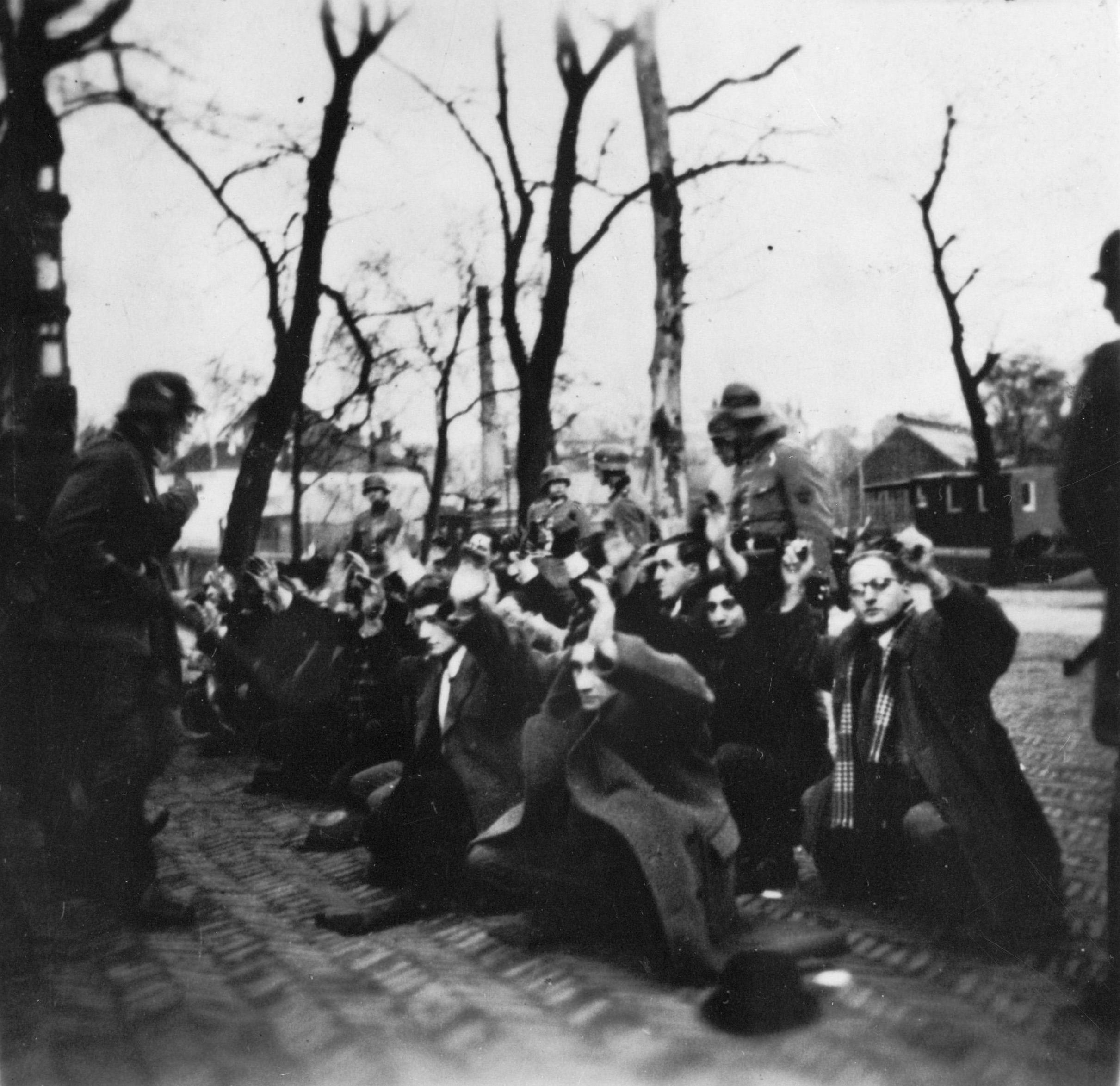
Rafle de Juifs à Amsterdam.

- 11 - 22 février : incidents à Amsterdam réprimés par les premières déportations de Juifs[79].
- 12 février : entrevue de Bordighera entre Mussolini et Franco[80].
- 14 février : l’État national légionnaire est supprimé et la Roumanie devient un régime autoritaire nationaliste et collaborant avec le Reich[76].
- 25 - 26 février : grève générale à Amsterdam contre la déportation des Juifs[81],[79].
- 25 février : opération Abstention. Échec d’un débarquement britannique sur l’île italienne de Kastellórizo, dans le Dodécanèse[82].
- 27 février : la Hongrie signe un traité d’amitié éternelle avec la Yougoslavie à Belgrade[66].
- 28 février : mort à Rome en exil du roi Alphonse XIII d’Espagne. Son fils Jean devient prétendant au trône[83].

- 1er mars : la Bulgarie se range aux côtés du IIIe Reich. Des troupes allemandes traverseront dès le lendemain le territoire pour se diriger vers la Grèce[84].
- 3 mars : création du ghetto de Cracovie[85].
- 4 mars :
  - raid britannique sur les îles Lofoten[86].
  - début de l’opération Lustre. 68 000 soldats britanniques, australiens et néo-zélandais atterrissent en Grèce pour soutenir le pays menacé par les Allemands[78].
- 10 mars : mariage religieux obligatoire en Espagne[87].
- 11 mars : loi Lend-Lease. Les États-Unis commencent à pratiquer le prêt-bail avec la Grande-Bretagne[56] alors que la Banque d’Angleterre ne dispose plus de réserve de devises.
- 25 mars : création du ghetto de Lublin[85].
- 25 mars : en Yougoslavie, le régent donne son accord à l’adhésion au pacte tripartite avec l’Allemagne, l’Italie et le Japon[88]. La récompense doit être Salonique, une fois la Grèce démembrée.
- 26 mars : raid de la baie de La Sude, commando italien contre des navires britanniques en Crète[89].

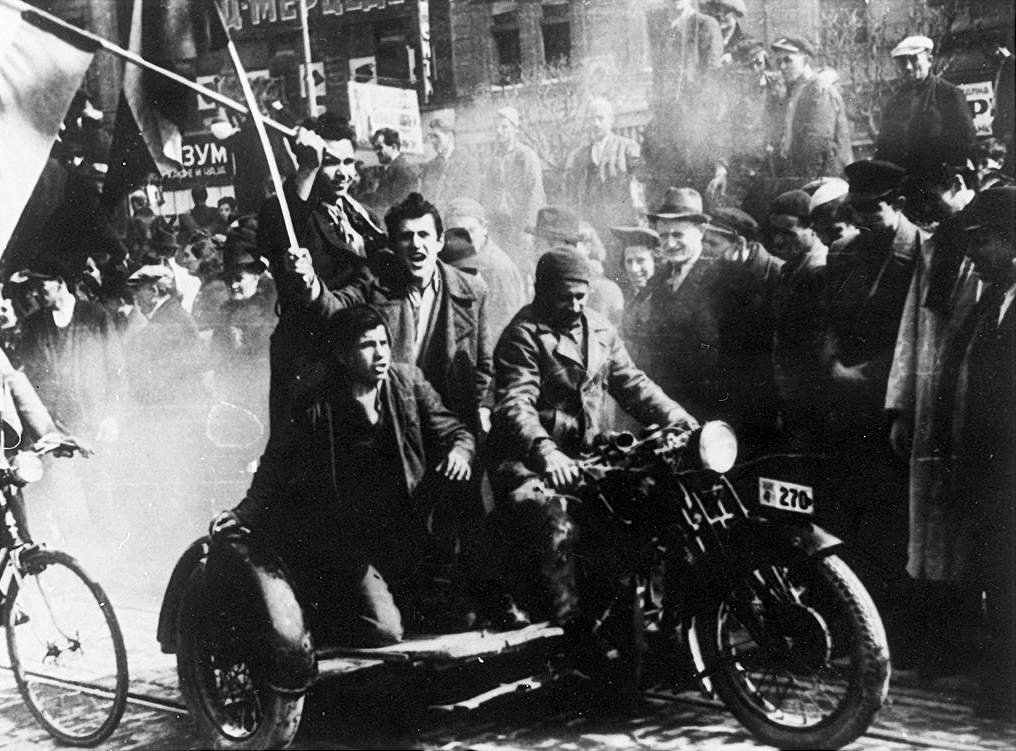
27 mars : manifestations à Belgrade au moment du coup d’État.

- Nuit du 26 au 27 mars : à Belgrade, un putsch militaire anti-allemand, dirigé par le général Simovic, dénonce le pacte avec l’Axe, fait arrêter les ministres et exiler le régent Paul. Pierre II prend le pouvoir le 28 mars. Hitler décide l’invasion de la Yougoslavie et invite Horthy à se joindre à l’attaque[88].
- 27 - 29 mars : bataille du cap Matapan (cap Ténare). La victoire navale des Britanniques au sud du Péloponnèse met définitivement hors de combat la marine italienne.
- 30 mars : Adolf Hitler déclare à ses généraux que la guerre à l’Est sera une guerre d’extermination[90].

- 3 avril : le premier ministre hongrois Pál Teleki, déchiré entre la rupture avec Londres ou avec l’Allemagne, se suicide. Gouvernement de László Bárdossy en Hongrie (fin le 9 mars 1942)[91].

Le bombardement de Belgrade présenté dans la revue de propagande allemande, Der Adler, le 29 avril 1941.

- 6 avril : invasion de la Yougoslavie. Les armées allemandes envahissent le royaume de Yougoslavie après avoir pratiquement rayé Belgrade de la carte par un bombardement massif (6-9 avril)[88].
- 6-30 avril : opération Marita ; les Allemands font la conquête de la Grèce[16].
- 9 avril : prise de Thessalonique[16].
- 10 avril : Slavko Kvaternik fonde une Croatie indépendante et pro-fasciste, augmentée de la Bosnie-Herzégovine, avec pour Poglavnik (führer) Ante Pavelić soutenu par les oustachis[88]. Dès la fin du mois commence le massacre massif de Serbes orthodoxes et de Juifs perpétrés par les oustachis. En août, près de 2000 Serbes sont tués dans la région de Vrginmost[92].

- 11 avril : la Hongrie entre en guerre contre la Yougoslavie[91] ; l’armée hongroise occupe la Bácska, le triangle de Baranya et l’espace de la rivière Mura. Quelques mois après, elle se livre à des atrocités contre Serbes et Juifs (janvier 1942)[16].
- 13 avril : pacte de neutralité de cinq ans signé entre l’URSS et le Japon[78].
- 15 avril - 5 mai : grève de 10 000 mineurs de la vallée du Jiu en Roumanie[93].
- 17 avril : l’armée yougoslave capitule et des dizaines de milliers de soldats yougoslaves entrent dans la clandestinité. Le royaume est démembré. L’Italie obtient la Dalmatie, une partie de la Slovénie et le Monténégro. L’Allemagne nazie prend le reste de la Slovénie, la Hongrie l’ouest de la province serbe de Voïvodine et la Bulgarie la majeure partie de la Macédoine. Le 1er mai, les Allemands installent un gouvernement de collaborateurs en Serbie sous l’autorité du général Milan Nedić à partir du 29 août[88].
- 24-28 avril : les troupes britanniques évacuent la Grèce[94].

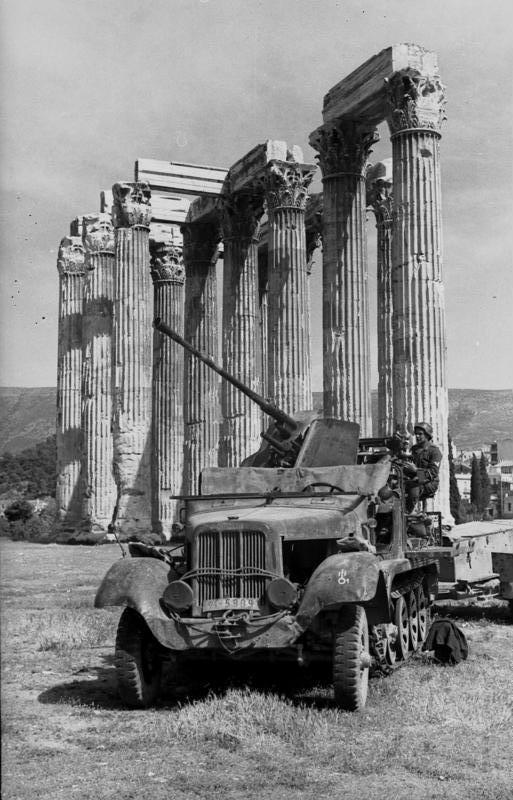
27 avril : les troupes allemandes occupent Athènes.

- 27 avril : Athènes est occupée par des troupes allemandes. Le drapeau allemand flotte sur l’Acropole[94]. Georges II de Grèce et son gouvernement quittent Athènes pour Le Caire. La résistance grecque lutte contre l’occupant allemand (1941-1944).
- 28-30 avril : les Italiens occupent Céphalonie, Zante et Ithaque ; fin de la bataille de Grèce[94].

- 10 mai : Rudolf Hess, un des seconds d’Hitler, atterrit en Écosse au terme d’une épopée aérienne rocambolesque. Il propose aux Britanniques, qui l’ont arrêté, une alliance contre la Russie soviétique, mais il est désavoué par Hitler qui le déclare fou[95].
- 12-13 mai : début de la résistance des Tchetniks (royalistes serbes) sous la direction du général Draža Mihailović[96].
- 16 mai : fin du Blitz[97].
- 17 mai : l’Union avec le Danemark est rompue unilatéralement par les Islandais[98]. Le 17 juin, Sveinn Björnsson se fait élire régent d’Islande par le Parlement[99].
- 19 mai :
  - Espagne : Dionisio Ridruejo perd le poste directeur général de la propagande du ministère de l’Intérieur. La Phalange espagnole est dessaisie de l’Information[100].
  - Richard Sorge, journaliste allemand à Tokyo et espion soviétique, prévient Staline de l’imminence de l’attaque de l’URSS mais Staline refuse d’y croire[101].

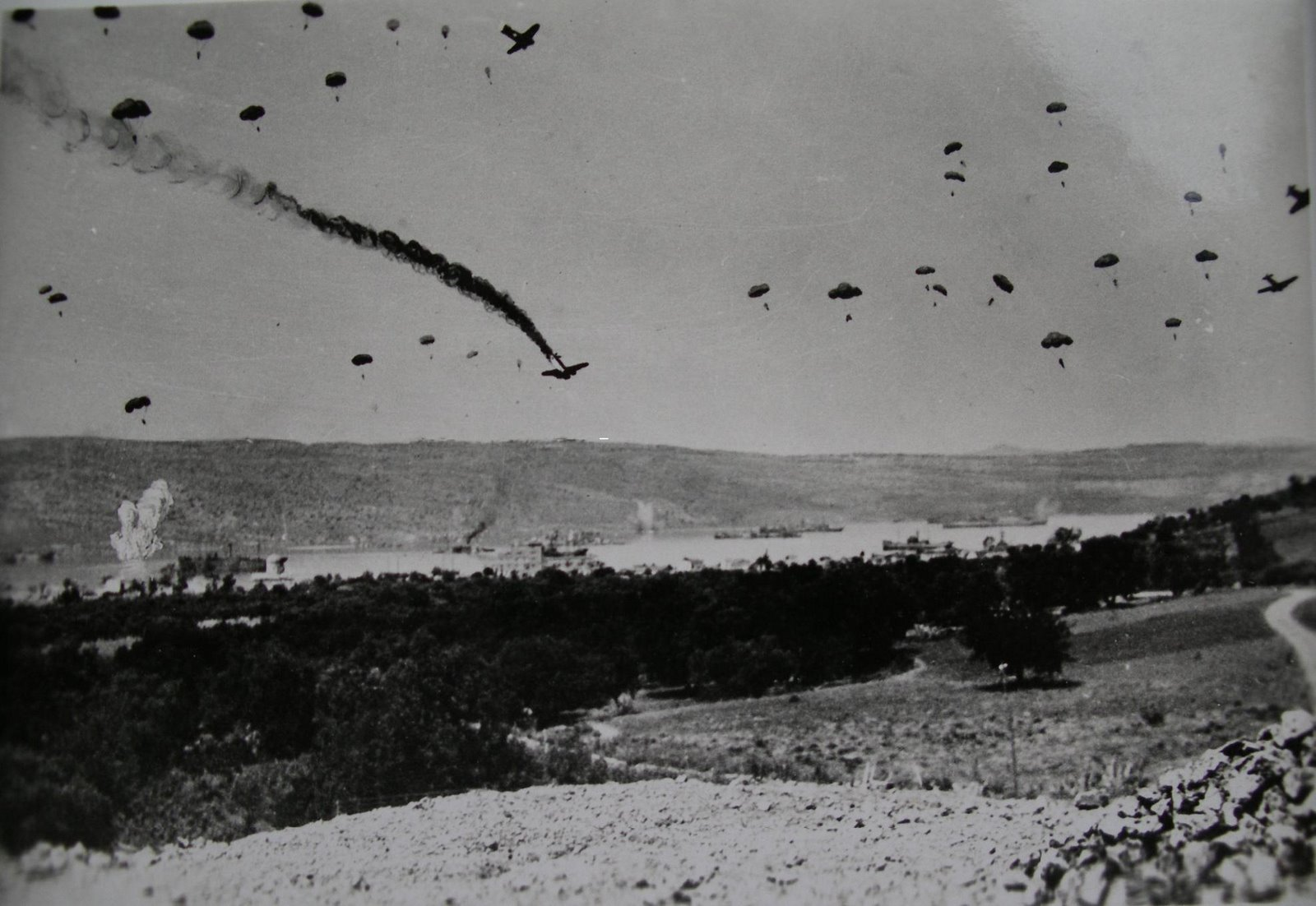
20 mai - : bataille de Crète.

- 20 mai - 1er juin : victoire de l’Axe à la bataille de Crète[94].
- 24 mai : bataille du détroit de Danemark.

- 4 juin : mort à Doorn (Pays-Bas) de l’ex-empereur d’Allemagne Guillaume II[102].
- 7 juin : traité entre l’Espagne et Saint-Siège ; le Vatican restaure le droit de patronage assorti d’un « serment de fidélité à l’État espagnol » prêté par les nouveaux évêques[103].

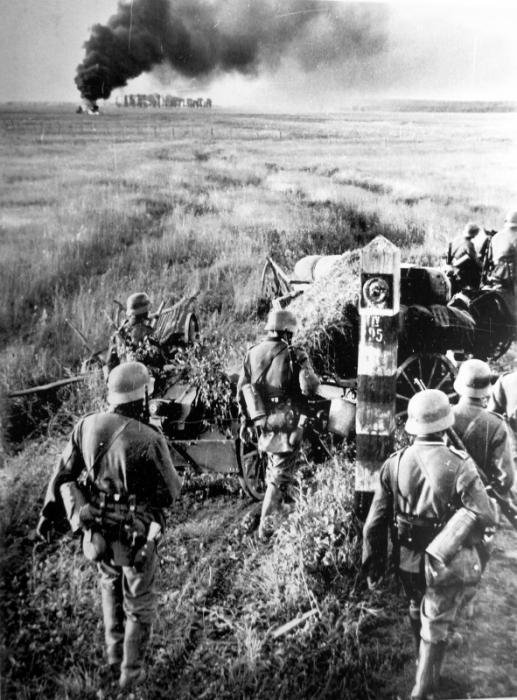
22 juin : les troupes de la Wehrmacht franchissent les frontières de l’Union soviétique.

- 22 juin : déclenchement de l’opération Barbarossa[78]. L’Allemagne envahit l’Union soviétique à l’aube. Les Roumains, alliés à l’Allemagne, envahissent la Moldavie[76] (1941-1944). La Finlande, la Hongrie, l’Albanie et d’autres satellites de l’Axe déclarent la guerre à l’Union soviétique. La Pologne orientale, la Lettonie, l’Estonie et la Lituanie sont occupées par l’Allemagne de juin 1941 à 1945.
- 23 juin - 24 juin : bataille de Rosienie (ou Raseiniai) sur la Dubysa lors de l’opération Barbarossa[104].
- 23 juin - 29 juin : affrontement majeur de chars livré entre Allemands et Soviétiques dans le triangle formé par les villes de Doubno, Lutsk, Brody et Rovno, dans le nord de l’Ukraine[105].
- 23 juin : le Front des activistes lituaniens proclame l’indépendance de la Lituanie à Kaunas et met en place un gouvernement provisoire, dissout le 5 août par les Allemands[106].
- 24 juin : l’armée allemande dirigée par Stahlecker entre à Kaunas, en Lituanie où elle commence à organiser des opérations d’élimination de Juifs et de communistes avec la participation de la population locale[107] ; les Allemands envahissent et pillent le pays, et éliminent plus de 200 000 personnes.
- 25 juin -juillet : série de pogroms dans le ghetto de Lvov[108].
- 27 juin :
  - en dépit du message de Molotov l’assurant des intentions non hostiles de l’Union soviétique à son égard, et à la suite du bombardement de Kassa (Košice) le 26 juin par des avions non identifiés, la Hongrie déclare la guerre à l’Union soviétique. 200 000 soldats hongrois sont envoyés sur le front en Ukraine et sur le Don, avec 50 000 « auxiliaires » juifs sans armes et sans équipement d’hiver. Plus de 20 000 seront tués[109].
  - l’armée allemande entre à Niasvij (Nesvizh) et commence immédiatement le massacre des Juifs de la ville, qui organisent la résistance. Le 30 octobre, les Allemands lancent une aktion lors de laquelle sont assassinés 4 000 Juifs. Les 585 survivants sont installés dans un ghetto[110].

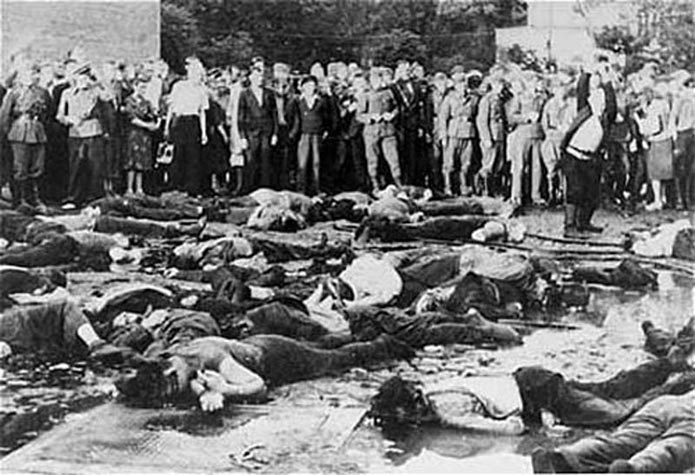
27 juin : massacre du garage Lietukis.

- - massacre du garage Lietukis, près de Kaunas[107].
- 27-29 juin : pogrom de Iași[75].
- 28 juin : les troupes allemandes occupent Minsk et encerclent les forces de l’Armée rouge, faisant 330 000 prisonniers (fin le 9 juillet)[111].
- 29 juin :
  - capitulation de la citadelle de Brest-Litovsk après une résistance acharnée. Les Soviétiques perdent la Biélorussie[112].
  - les troupes allemandes prennent le port de Liepāja (Libau), en Lettonie. Début juillet, ils organisent le massacre de la population juive[113].
  - Hitler désigne Hermann Göring comme son unique successeur[114].

- 1er juillet : prise de Riga par les troupes allemandes. Le massacre de la communauté juive commence immédiatement. Toutes les synagogues de la ville sont incendiées (4 juillet) et le 25 octobre, tous les Juifs sont enfermés dans le ghetto qui est clôturé. Ils sont massacrés en masse dans la forêt de Rumbula les 30 novembre et les 8 et 9 décembre[115].
- 4 juillet : en Yougoslavie occupée, le Parti communiste yougoslave lance un appel à la résistance. Le 13 juillet, les partisans de Josip Broz, dit Tito, lancent leur première attaque contre les Italiens[116].
- 10 juillet :
  - début de la bataille de Smolensk (fin le 10 septembre)[117].
  - Mussolini envoie 60 000 Italiens sur le front russe sous le commandement du général Messe, qui seront décimés par l’armée rouge et par le froid[118].
- 17 juillet : Alfred Rosenberg est nommé ministre du Reich pour les territoires occupés d’Europe de l’Est[119].
- 25 juillet :
  - les troupes roumaines réoccupent la Bessarabie et la Bucovine[120].
  - mise en place du commissariat du Reich « Ostland » région administrative formée de la Lituanie, de la Lettonie, de l’Estonie et de la Biélorussie[121].
- 30 juillet :
  - accords Sikorski-Maïski. Après l’attaque allemande contre l’Union soviétique, un accord militaire entre le gouvernement polonais en exil et Staline aboutit à la formation d’une nouvelle armée polonaise recrutée parmi les prisonniers de guerre des Soviétiques[122].
  - le conseiller de Roosevelt en politique étrangère Harry Hopkins se rend à Moscou et promet une aide matérielle d'un milliard de dollars dans le cadre de la loi prêt-bail[123].

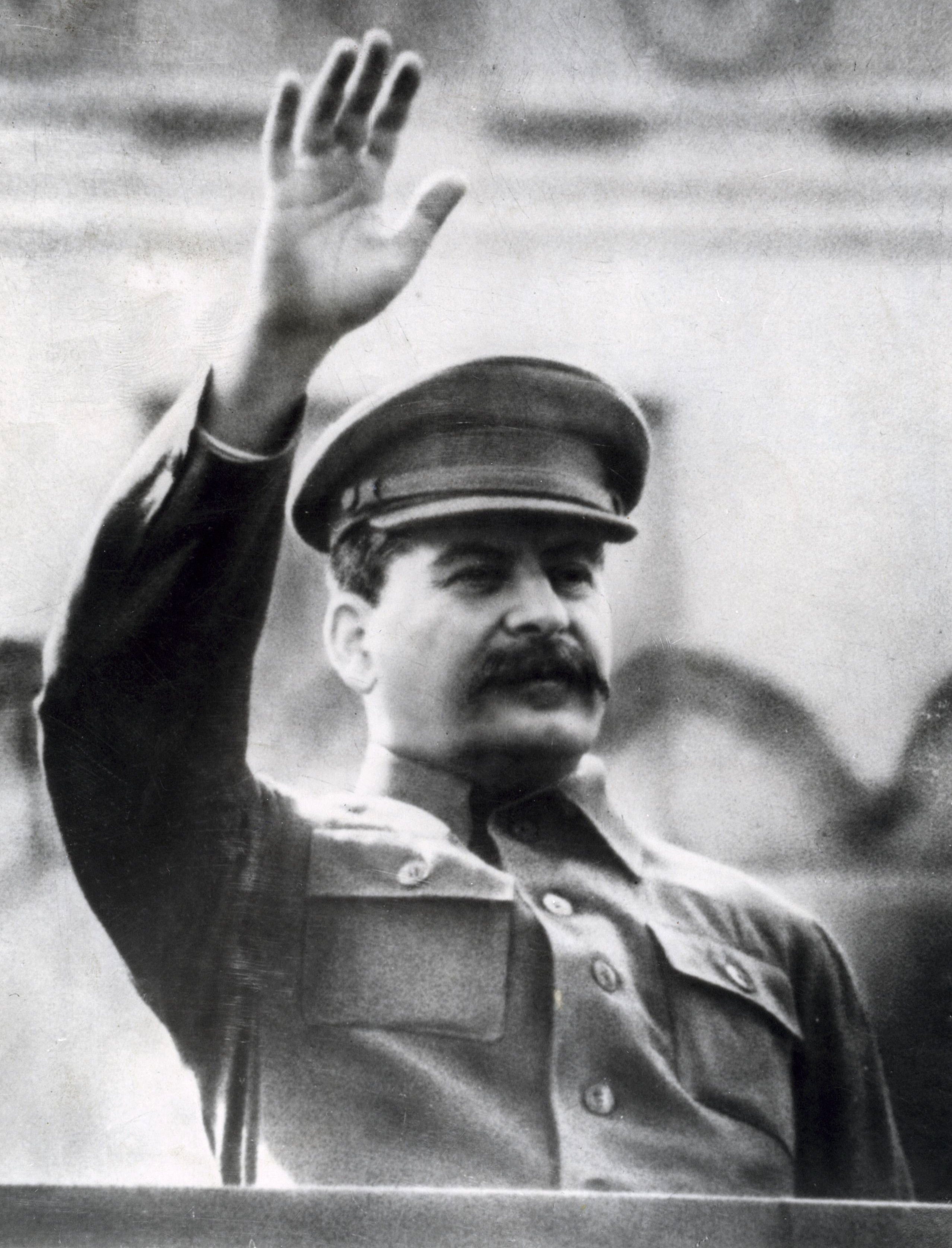
Staline en juillet 1941.

- 7 août : Staline est nommé commandant en chef des forces soviétiques[124]. Au cours de la fin de l’été et de l’automne 1941, les Allemands s’enfoncent profondément en Union soviétique, s’attaquant à Leningrad, Moscou et l’Ukraine. Alors que l’Armée rouge chancelle sous les coups de boutoir des armées allemandes, Staline déploie des efforts titanesques pour soustraire les usines et les ouvriers à la progression de l’envahisseur et les réinstalle dans l’Oural. Ce qui ne peut être déplacé est en grande partie détruit selon la politique de la terre brûlée.
- 8 août : troisième loi antijuive en Hongrie[91].
- 14 août : 15 divisions roumaines passent le Dniestr et participent à la prise d’Odessa aux côtés du Reich (16 octobre). 70 000 Roumains sont tués ou blessés[125].
- 16 août :
  - Ordre n° 270 ; tout officier de l’Armée rouge fait prisonnier est considéré comme déserteur[126].
  - lancement aux États-Unis du premier Liberty ship, l'Ocean Vanguard, navire de transport destiné à approvisionner l’Angleterre et les alliés continentaux[127].
- 22 août : directive n° 34. Hitler donne la priorité à l’invasion de l’Ukraine au détriment de Moscou[128].
- 24 août-1er septembre : raid des troupes canadiennes sur le Spitzberg[129].
- 27-28 août : évacuation de Tallinn par les Soviétiques[130].

- 1er septembre :
  - mise en place du commissariat du Reich « Ukraine »[121] (décret de Hitler du 20 août 1941[131]).
  - en Allemagne, tous les Juifs de plus de six ans devront porter une étoile jaune à partir du 19 septembre[132].
- 3 septembre : à Auschwitz, première expérimentation des chambres à gaz[133].
- 8 septembre : Leningrad est encerclée[134]. La ville est assiégée jusqu’en janvier 1944 et les pertes y dépasseront 1 250 000 personnes.
- 19 septembre : Kiev est prise[135]. Les Allemands s’emparent de l’Ukraine jusqu’à la Volga dans l’espoir de couper Moscou et Leningrad du Caucase et de l’Asie du Sud-Ouest.
- 24 septembre : début de la campagne de Crimée[136].
- 25 septembre : création de l’Institut national industriel (Instituto Nacional de Industria) pour relancer l’économie dans l’autarcie en Espagne[137].
- 27 septembre, Grèce occupée : création de l’EAM, le Font national de libération, contrôlé par les communistes[138] et concurrent d’un mouvement de résistance fondé par des militaires, l’EDES.
- 29-30 septembre : exécution de 33 771 Juifs à Babi Yar, en Ukraine, en représailles d’un acte de sabotage[135].
- 29 septembre-1er octobre : première Conférence de Moscou ; soutien des Alliés à l’Union soviétique[139].
- 30 septembre - 4 décembre : opération Višegrad, opération anti-partisans en Croatie[140].

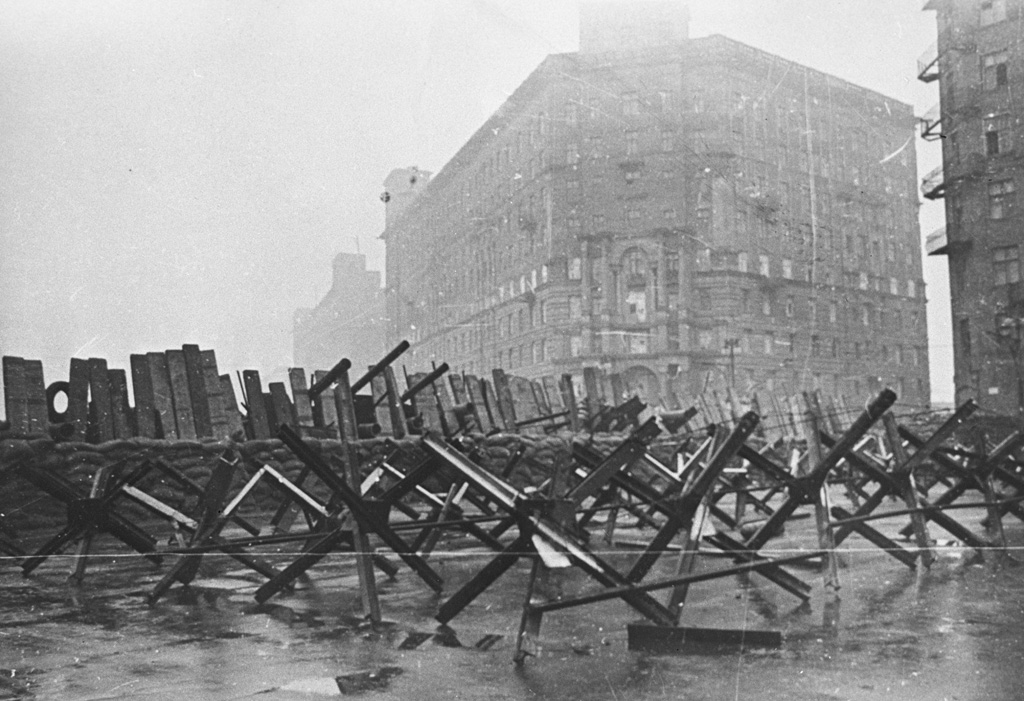
Barricades dans les rues de Moscou en octobre 1941.

- 2 octobre : les troupes allemandes avancent sur Moscou ; les chars de Guderian prennent Orel le 3 octobre[111].
- 16 octobre : Odessa est prise par les troupes allemandes et roumaines[135].
- 20-23 octobre : massacre de Kragujevac, massacre de civils par les Allemands en Serbie[141].
- 22 octobre : création du ghetto de Hlybokaïe (Glebokie)[142].
- 24 octobre : les Allemands prennent Kharkov[143].
- 28 octobre : l’armée roumaine massacre les Juifs d’Odessa[135].
- 30 octobre :
  - massacres massifs de Juifs des ghetto de Nesvizh et de Kletsk, en Biélorussie[144].
  - début du siège de Sébastopol (fin le 3 juillet 1942)[145].

- 7 novembre : les États-Unis étendent l’aide matérielle à l’Union soviétique. Le programme d’aide américain, appelé loi prêt-bail, fourni à l’URSS 11,3 milliards de dollars en équipement et en nourriture[146].
- 9 novembre : massacre de 1 500 juifs à Mir par les soldats allemands et la police biélorusse[147] ; création du ghetto de Mir rassemblant les survivants.
- 14 novembre : massacre de 9 500 juifs du ghetto de Slonim[148].
- 21-28 novembre : bataille de Rostov. Les Allemands doivent se retirer[149].

- 3 - 12 décembre : opération Ozren, opération anti-partisans en Croatie[140].
- 5 décembre : l’avance allemande sur Moscou est stoppée par l’Armée rouge[111]. Début d’une contre-offensive soviétique durant l’hiver.
- 7 décembre :
  - le Royaume-Uni déclare la guerre au Royaume de Roumanie[150].
  - décret « Nuit et brouillard » signé par le maréchal Wilhelm Keitel[151].
  - attaque de Pearl Harbor par les Japonais[45].
- 8 décembre : les États-Unis et le Royaume-Uni déclarent la guerre à l’empire du Japon[152].
- 11 décembre : l’Allemagne et l’Italie déclarent la guerre aux États-Unis[153].
- 12 décembre : la Bulgarie déclare la guerre au Royaume-Uni et aux États-Unis[16]. La Hongrie déclare la guerre aux États-Unis[91].
- 15-17 décembre : nouveau massacres à Liepāja (Šķēde)[154].
- 26-27 décembre : nouveau raid britannique sur les îles Lofoten[86].
- 27 décembre : opération Archery, raid britannique contre les positions allemandes de l’île de Vågsøy, en Norvège[155].